# Canción de la India
Canción de la India es una canción popular adaptada del aria "Pesni︠un︡ indiĭskogo gosti︠un︡" de la ópera Sadkó de Rimski-Kórsakov publicada en 1896.  En enero de 1937, Tommy Dorsey grabó un arreglo de jazz instrumental con Bunny Berigan en la trompeta, que se convirtió en un estándar de jazz. grabada con "Marie" en el disco (Victor #25523), este fue un éxito importante para Dorsey, conteniendo dos de sus grabaciones en un solo disco, lo cual ayudó a convertirlo junto con su banda en un artista musical muy popular en los Estados Unidos.  La melodía fue también utilizada para la canción de 1918 "Beautiful Ohio" ("Ohio Bonito"), que fue convertida en la canción oficial del estado de Ohio.
Paul Whiteman también grabó un foxtrot con un arreglo de la canción en 1921, así como Danny Gatton en Redneck Jazz Explosion en 1978.